# 曉光街

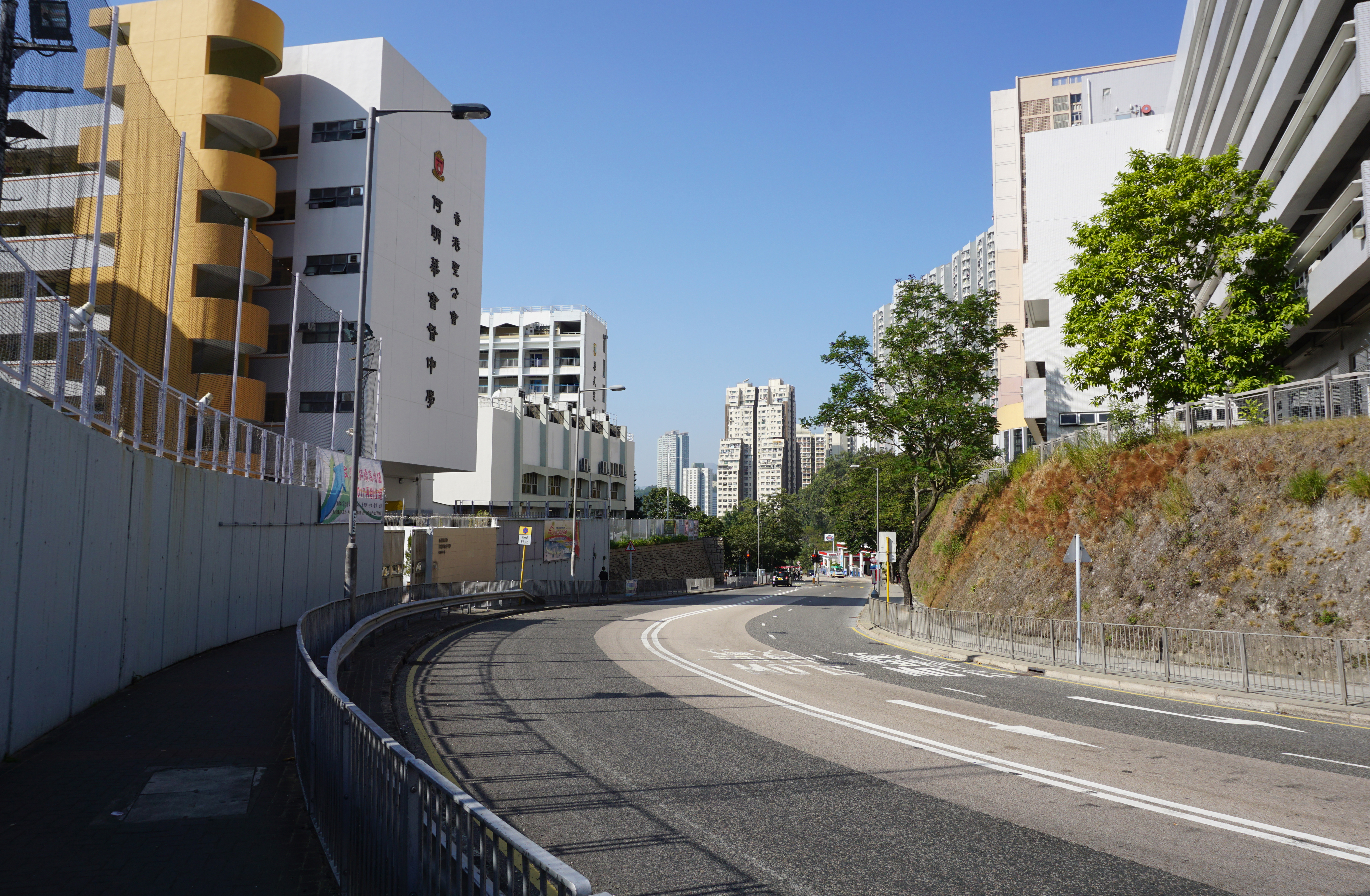
近梁式芝書院

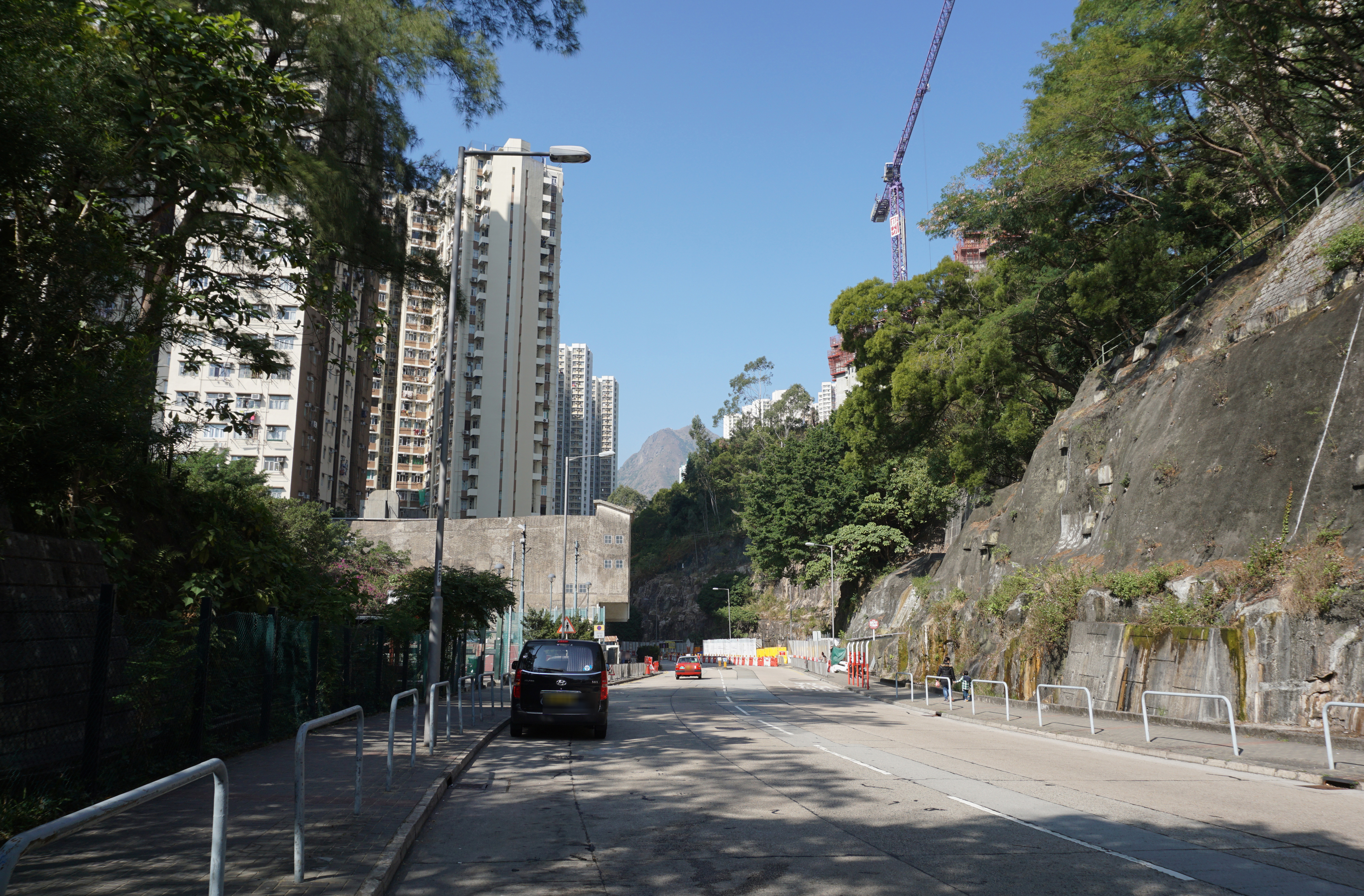
近曉華大廈

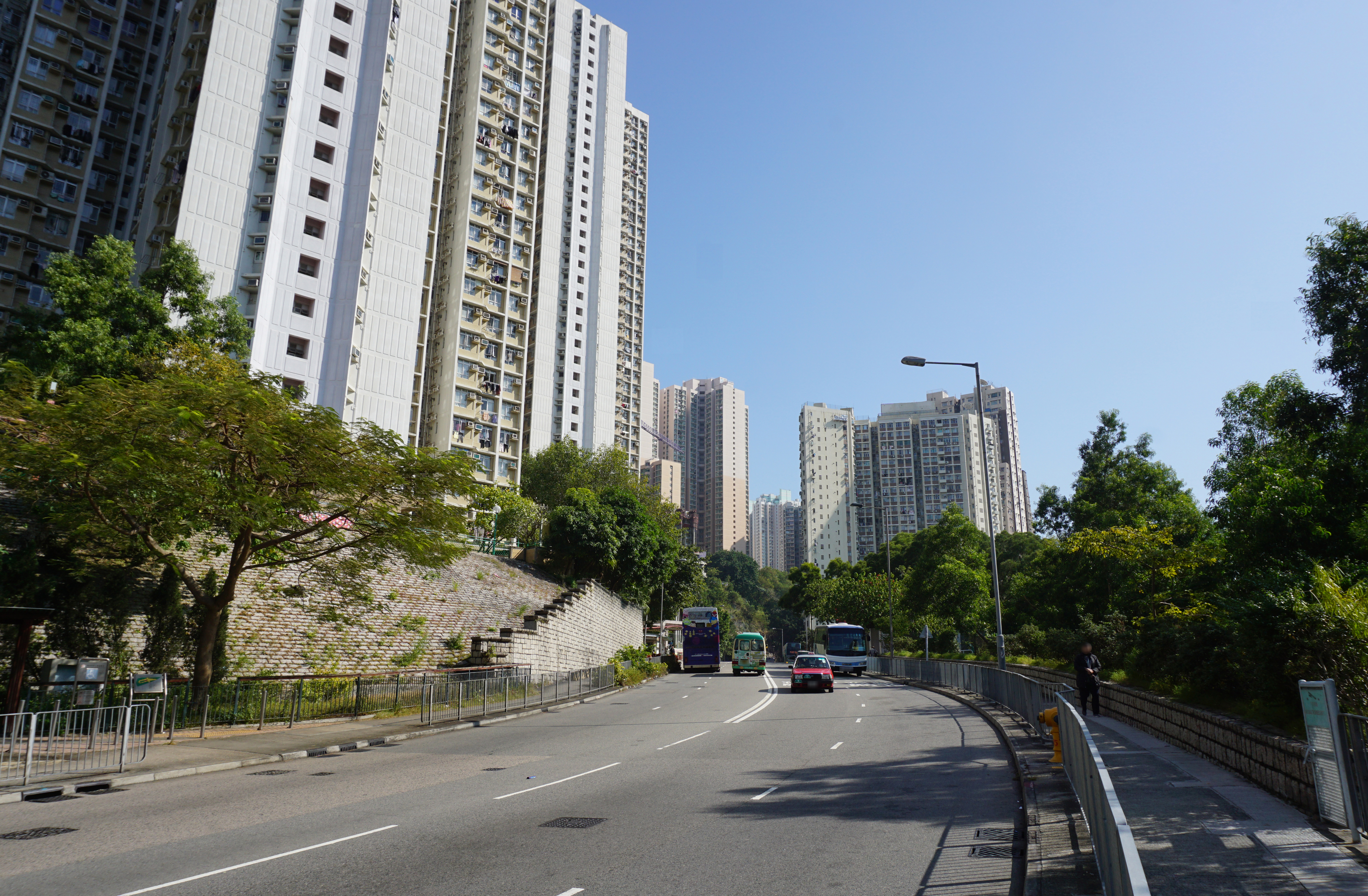
近曉麗苑

曉光街（英語：Hiu Kwong Street）是香港九龍觀塘區秀茂坪山坡上的一條街道，由西北方的協和街交界向東南方的山上延伸，至秀茂坪道交界為止，全長大約1.4公里。由於建築在山坡的邊緣，沿途只有零星的住宅大廈、學校和社區設施，縱使如此，曉光街是前往曉麗苑的必經之路，整條道路的來回方向也有公共交通工具使用，主要為秀茂坪居民提供服務。另有一條分支街道（名為曉育徑）。

## 秀麗街
在20世紀60年代，秀茂坪整個山頭被打造成徙置區的集中地。秀茂坪邨第1-17座統稱下秀茂坪，坐落於曉光街近協和街的一處平整土地上，亦同時建造了一條街道連接曉光街，這便是秀麗街（Sau Lai Street）。當時，兩街連接的位置，大約在現時曉光街西行線「曉麗苑」巴士站前方，可是在90年代屋邨清拆後，它們的連接點改為在巴士站後方，而且變成了私家路。
昔日的秀麗街內，還有一條名為德和街（Tak Wo Street）的分支街道，亦隨屋邨清拆後消失。秀麗街和德和街之名稱均於2016年刊憲刪除，自此停止使用。

## 曉育徑
曉育徑（Hiu Yuk Path）的位置在曉光街南面的山崖上，沿線只有三間中學，分別為梁式芝書院、香港聖公會何明華會督中學和香港道教聯合會青松中學，又稱為曉育徑學校區，它們都在上世紀70至80年代間開辦。

## 特別事件
1972年6月18日，香港遭受暴雨侵襲期間，曉光街近下秀茂坪對開山坡發生山泥傾瀉，大量沙泥從數十米高塌下觀塘雞寮寮屋區，由於事出突然，居民未能一一逃脫，共造成71人死亡及過百人受傷，倖免於難的災民無家可歸，成為「六一八雨災」的重要篇章。事後，有關當局在發生事故的山坡上興建公園，以紀念這次慘劇。
1976年8月25日，熱帶風暴愛倫帶來的暴雨令下秀茂坪發生山泥傾瀉，造成18死24傷。而每逢雨季，曉光街一帶的山坡也會出現不同程度的山泥傾瀉，對下秀茂坪、翠屏道和曉明街構成威脅。幸好，有關當局在90年代開始加強斜坡維修工程，自此減少了山泥傾瀉的機會。
1990年10月2日，曉光街發生八車連環相撞的車禍，涉及2部雙層巴士、5部私家車及1部的士，其中1部肇事雙層巴士撞向祥和苑的石躉，車禍中14人受傷。
位於曉光街中段的私人樓宇曉華大廈旁，曾有一間名為「金茂坪」的戲院開業，經營至90年代宣告關閉。關閉後，傳聞越見精彩，與位處於人跡罕至的山上，加上其外觀以及附近發生過的火災、山泥傾瀉和交通意外等扯上關係。由於戲院舊址一直存在，這些傳聞從口耳相傳來到資訊發達的年代，我們現在可從互聯網輕易地搜尋到不同版本。至於傳聞的真偽性，則由讀者自行判斷。
2010年4月20日，曉光街曉明閣升降機維修出致命工業意外，一名升降機修理員被升降機夾死。
2016年3月12日，早上約十時，一輛往由曉麗苑開往觀塘（裕民坊）的34M專線小巴（RC2287）駛至曉光街時，據報因閃避狗隻而失控，撞毀消防水龍頭及鐵欄後向右翻側，司機受傷但通過酒精呼氣測試，與11名乘客同送院治理。

## 沿線設施或建築物
- 秀雅道遊樂場
- 曉光街體育館
- 曉麗苑
- 秀茂坪紀念公園
- 曉光閣
- 曉明閣
- 曉華大廈
- 曉光街遊樂場
- 曉光街草坪公園
- 埃索油站
- 東方石油加氣站
- 梁式芝書院
- 香港聖公會何明華會督中學
- 香港道教聯合會青松中學
- 觀塘官立小學（秀明道）
- 秀茂坪南邨
- 上秀茂坪巴士總站

## 交匯道路
- 秀茂坪道
- 秀明道
- 曉育徑
- 秀麗街
- 協和街

## 區議會議席分佈
| 分段                         | 涵蓋範圍                                                                                   | 2000-2003        | 2004-2007        | 2008-2011        | 2012-2015        | 2016-2019        | 2020-2023        |
| ---------------------------- | ------------------------------------------------------------------------------------------ | ---------------- | ---------------- | ---------------- | ---------------- | ---------------- | ---------------- |
| 曉光街（協和街至秀明道段）   | 曉麗苑、曉光閣、曉明閣、曉華大廈、梁式芝書院、聖公會何明華會督中學、香港道教聯合會青松中學 | J12 曉麗選區     | J12 曉麗選區     | J12 曉麗選區     | J13 曉麗選區     | J13 曉麗選區     | J30 曉麗選區     |
| 曉光街（秀茂坪道至秀明道段） | 秀茂坪南邨                                                                                 | J13 秀茂坪南選區 | J13 秀茂坪南選區 | J14 秀茂坪南選區 | J14 秀茂坪南選區 | J14 秀茂坪南選區 | J15 秀茂坪南選區 |